# Selma (Alabama)
Selma è un comune e capoluogo della contea di Dallas, nella Black Belt dello Stato dell'Alabama, negli Stati Uniti d'America. Situata sulle rive del fiume Alabama, la città ha una popolazione di 19.912.
La città è nota soprattutto per il Movimento per i diritti di voto degli anni sessanta e per le marce da Selma a Montgomery, la prima delle quali, che rimase nota come Bloody Sunday, ebbe luogo domenica 7 marzo 1965 e terminò  con la terza, svoltasi tra il 16 e il 17 marzo, durante il quale 25.000 persone arrivarono a Montgomery, a protestare per il diritto di voto. Questo attivismo generò l'attenzione nazionale per la giustizia sociale che portò, durante l'estate del 1965 all'approvazione da parte del Congresso del Voting Rights Act che autorizzava la sorveglianza federale e l'applicazione dei diritti costituzionali a tutti i cittadini.
Selma è stata un centro di scambi commerciali e città mercato durante gli anni del King Cotton nel sud degli Stati Uniti. È stata anche un importante centro nell'ambito cantieristico e nella produzione di armamenti durante la guerra civile, circondata da chilometri di fortificazioni terrestri. Le forze confederate insufficientemente equipaggiate furono sconfitte qui, durante la battaglia di Selma.

## Società

### Evoluzione demografica
Abitanti censiti